# Zsolt Nemcsik
Zsolt Nemcsik, född den 15 augusti 1977 i Budapest, Ungern, är en ungersk fäktare som tog OS-silver i herrarnas sabel i samband med de olympiska fäktningstävlingarna 2004 i Aten.